# Ambasada Kazachstanu w Waszyngtonie
Ambasada Kazachstanu w Waszyngtonie (kaz. Америка Құрама Штаттарындағы Қазақстан Республикасының Елшілігі, ros. Посольство Казахстана в Вашингтоне, ang. Embassy of Kazakhstan in Washington, D.C.) – misja dyplomatyczna Republiki Kazachstanu w Stanach Zjednoczonych Ameryki.

## Historia
Stany Zjednoczone uznały niepodległość Kazachstanu 25 grudnia 1991 i tego samego dnia nawiązały z nim stosunki dyplomatyczne. Pierwszy kazachstański ambasador w Waszyngtonie złożył listy uwierzytelniające 9 listopada 1992.

## Szefowie misji
wszyscy w randzie ambasadora
- Alim Dżamburszyn (1992 - 1994)
- Tuleutaj Sulejmienow (1994 - 1996)
- Bołat Nurgalijew (1996 - 2000)
- Kanat Saudabajew (2001 - 2007) przybył do Waszyngtonu 23 grudnia 2000 z listami uwierzytelniającymi zaadresowanymi nie do urzędującego prezydenta Billa Clintona, tylko do prezydenta-elekta George'a W. Busha, w związku z czym oficjalnie mógł rozpocząć misję dopiero po zaprzysiężeniu Busha[4]
- Jerłan Idrisow (2007 - 2013)[4]
- Kajrat Umarow (2013 - 2017)[5]
- Jerżan Kazychanow (2017 - 2021)[6]
- Jerżan Aszykbajew (2021 - nadal)[1]